# Bandur, Arsikere
Bandur là một làng thuộc tehsil Arsikere, huyện Hassan, bang Karnataka, Ấn Độ.